# Список штурмовиков Як-38
Як-38 (изделие ВМ, по кодификации НАТО: Forger — рус. поддельщик) — советский палубный штурмовик, первый и единственный в СССР серийный самолёт вертикального взлёта и посадки. За годы производства был выпущен 231 самолёт трёх основных модификаций (Як-38, Як-38У, Як-38М).
Ниже представлен полный список всех построенных «Яков», разделённый по их модификации. Это включает:
- Як-36М (изделие ВМ) — 4 прототипа
- Як-38 (изделие ВМ, изделие 86) — 143 серийных машины (2 переделаны в Як-38М)
- Як-36МУ (изделие ВМУ) — 1 прототип
- Як-38У (изделие ВМУ, изделие 76) — 33 серийных машины
- Як-38М (изделие ВММ, изделие 82) — 2 прототипа (переделаны из серийных Як-38) + 50 серийных машин

## Идентификаторы

### Заводской номер
Каждый из серийно построенных самолётов имеет уникальный 13-значный заводской номер (например: 7977763611071). Его можно условно разделить на 6 частей (***.***.*.*.**.***):
1. Состоит из трёх цифр и одинакова для всех машин — 797. Это код завода-производителя (Саратовский авиазавод имел номер 292), только двойки в его номере заменены на семёрки.
2. Состоит из трёх цифр, первая всегда семь, а далее две цифры заводского обозначения самолёта. Для Як-38 (заводское обозначение изделие 86) эта часть номера будет 786, для Як-38У (изделие 76) — 776, для Як-38М (изделие 82) — 782.
3. Цифра, указывающая на квартал года выпуска. Не всегда соответствует реальному времени выпуска самолёта.
4. Последняя цифра года выпуска. Так же, как и в предыдущем случае — не всегда соответствует действительности.
5. Две цифры, ничего не обозначают.
6. Три цифры, ничего не обозначают.

Заводской номер маркировался либо полностью, либо частично (последние пять цифр).
Полностью заводской номер наносился на самолёт в следующих местах:
- Жёлтой краской большим шрифтом на хвостовой части фюзеляжа с каждого борта. Данный способ применялся на многих Як-38 ранних годов выпуска. Позже на многих машинах нанесённые подобным способом номера были либо докрашены, превратившись в ничего не обозначающие жёлтые стрелки, либо просто закрашены.
- Красной краской на боковой стенке отсека для хранения носовой стойки шасси (по правому борту самолёта).

Последние пять цифр заводского номера наносились на самолёт в следующих местах:
- Чёрной краской на створках отсека для хранения носовой стойки шасси.
- Чёрной краской на распахивающейся створке отсеков для хранения задних стоек шасси.
- Красной краской на боковых поверхностях балочных держателей (по центру).
- Чёрной краской на верхней створке отсека подъёмных двигателей — на её боковых сторонах или на внутренней поверхности крышки возле бугеля.

Замечание по оформлению: В списке заводские номера самолётов разделены точками для удобства читателя. Реальные номера пишутся слитно, без точек. Неизвестные цифры в номерах обозначены звёздочками.

### Серийный номер
Серийный номер, подобно заводскому, является уникальным. Он состоит из 4 цифр. Первые две обозначают номер машины в производственной партии, а вторые две — порядковый номер партии (например: 0201 — вторая машина первой партии).
Серийный номер обычно указывался только в бумагах на самолёт. Во время сборки самолёта серийный номер временно наносился краской на различные узлы и детали, а после сборки удалялся (хотя иногда он сохранялся внутри машины). Иногда его наносили на такие изделия, как заглушки воздухозаборников и различные защитные колпачки (на пусковых устройствах, антеннах, фарах). Это делалось для предотвращения их кражи.
Замечание по оформлению: Серийный номер является основным критерием для определения отдельных самолётов, использованным при составлении данного списка. Серийные номера потерянных или утилизированных машин выделены красным с указанием причины (потерян / утилизирован). Серийные номера сохранившихся машин выделены зелёным с указанием статуса (памятник / в музее / учебное пособие / на хранении). У опытных образцов, не имеющих серийного номера, цветом выделен заводской.

### Бортовой номер
Бортовой номер наносился на боковой поверхности воздухозаборников краской определённого цвета с тёмной окантовкой. Для введения потенциального противника в заблуждение на некоторых машинах бортовой номер перекрашивали прямо во время дальних походов. Часть Як-38 бортовых номеров не имела.
Применялись следующие цвета бортовых номеров:
- жёлтый — применялся на Як-38 и Як-38У, а также на большинстве Як-38М
- синий — применялся на некоторых поздних серийных Як-38М
- красный — применялся на некоторых поздних серийных Як-38М
- белый — применялся на некоторых поздних серийных Як-38М

После списания на некоторых «Яках» были изменены или удалены старые бортовые номера. Новые номера зачастую наносились краской не того оттенка или цвета, что был принят в строевых частях.
Замечание по оформлению: Если за время эксплуатации самолёт сменил несколько бортовых номеров, то в списке для него указывается последний, а ниже в скобках приводятся бывшие номера в порядке, обратном их присвоению (от более новых к более старым).

## Списки самолётов по модификациям

### Як-36М
| Заводской номер | Серийный номер | Бортовой номер  | Дата изготовления    | Примечания | Фотография |
| --------------- | -------------- | --------------- | -------------------- | --- | ---------- |
| 01              | —              | №05             | 15 апреля 1970 года  | Первый опытный образец («изделие ВМ-1»). Его сборка началась 23 января 1969 года на ММЗ «Скорость» (опытное производство ОКБ Яковлева) и завершилась 15 апреля следующего года. 15 мая изделие ВМ-1 было доставлено в Лётно-исследовательский институт (ЛИИ). Сначала самолёт испытывали на «кабель-кране». 22 сентября лётчик-испытатель Валентин Мухин совершил на опытной машине первое свободное висение. 29 сентября Мухин выполнил на нём второе висение. Заводские испытания изделия ВМ-1 продолжались до середины июля 1971 года. С 15 сентября 1971 года по 10 октября 1973 года самолёт принимал участие в этапе «А» государственных испытаний Як-36М (в том числе в испытаниях оружия), а позже в испытаниях на электромагнитную совместимость с авианесущим крейсером. Последние имели место в 1976 году, полёты совершались на испытательном полигоне Багерово (Крым) и с борта ТАКР «Киев». Дальнейшая судьба изделия ВМ-1 неизвестна. | Нет        |
| 02              | —              | №25             | 15 октября 1970 года | Второй опытный образец («изделие ВМ-2»). Его сборка на ММЗ «Скорость» завершилась 15 октября 1970 года. Самолёт проходил испытания на стенде сил и моментов (ССМ). 24 и 25 ноября — пробежки по ВПП. 27 ноября — первый отрыв. 2 декабря — первый полёт в горизонтальном режиме (пилотировал В. Мухин). С 15 сентября 1971 года по 10 октября 1973 года самолёт принимал участие в этапе «А» государственных испытаний Як-36М. 18 ноября 1972 года лётчик-испытатель Михаил Дексбах совершил на изделии ВМ-2 первую посадку на борт ПКР «Москва», а 22 ноября — первый полёт по полному профилю с борта противолодочного крейсера. Испытания на борту корабля продолжались до 16 декабря 1973 года. С 30 января по 10 октября 1974 года самолёт принимал участие в этапе «Б» государственных испытаний Як-36М на испытательной базе 8 ГНИИ ВВС им. Чкалова в городе Ахтубинске. Его дальнейшая судьба неизвестна. | Нет        |
| 03              | —              | Нет (ранее №55) | 16 июня 1971 года    | Третий опытный образец («изделие ВМ-3»). Его сборка на ММЗ «Скорость» завершилась 16 июня 1971 года. Поломка 30 июля 1971 года — самолёт выкатился за пределы ВПП во время посадки в горизонтальном режиме (лётчик-испытатель Юрий Шевяков не пострадал). Причинами аварии были сильный боковой ветер и неудачная конструкция носовой стойки шасси. Ремонт машины занял три месяца. С 15 сентября 1971 года по 10 октября 1973 года самолёт принимал участие в этапе «А» государственных испытаний Як-36М (в том числе и для испытаний оружия). В мае 1973 года изделие ВМ-3 было впервые продемонстрировано высшему руководству СССР на выставке в Ахтубинске. С 30 января по 10 октября 1974 года самолёт принимал участие в этапе «Б» государственных испытаний Як-36М на испытательной базе 8 ГНИИ ВВС им. Чкалова в городе Ахтубинске. После завершения госиспытаний изделие ВМ-3 было передано в ВВИА имени Н. Е. Жуковского, где использовалось при разработке газоотбойных щитов. Позже его использовали при испытаниях на аварийную посадку на воду — удерживаемый краном самолёт сбрасывали в воду под разными углами. Дальнейшая судьба изделия ВМ-3 неизвестна. | Нет        |
| 04              | —              | №45             | 27 марта 1973 года   | Четвёртый опытный образец («изделие ВМ-4»), предсерийный экземпляр. Его сборка на ММЗ «Скорость» завершилась 27 марта 1973 года. С 18 мая по 30 июня 1975 года участвовал в испытаниях на борту ТАКР «Киев», а с 7 августа по 12 сентября — в государственных испытаниях самого авианесущего крейсера. Позже самолёт использовался при испытаниях на посадку на неподготовленную площадку. В настоящее время используется в качестве наглядного пособия в МАИ. | Нет        |

### Як-38
Первая партия содержала три машины, вторая — пять, а каждая последующая — по 10.

#### Первая партия (Як-38)
| Заводской номер    | Серийный номер | Бортовой номер | Дата изготовления | Примечания | Фотография |
| ------------------ | -------------- | -------------- | ----------------- | --- | ---------- |
| 797.786.*.3.01.001 | 0101           | №03            | Май 1974 года     | Первый серийный Як-38. Выкатка из сборочного цеха состоялась в мае 1974 года. Использовался на испытательной базе 8 ГНИИ ВВС им. Чкалова в городе Ахтубинске. К февралю 1981 года самолёт совершил 382 взлёта и посадки. | Нет        |
| 797.786.*.3.01.0** | 0201           | Нет            | 1974 год          | 30 сентября 1974 года совершил свой первый полёт под управлением лётчика-испытателя Михаила Дексбаха. В этом же году самолёт принимал участие в этапе «Б» государственных испытаний Як-36М. 18 мая 1975 года стал первым Як-36М, совершившим посадку на палубу ТАКР «Киев» (управлял машиной лётчик-испытатель Олег Кононенко). Испытания на борту авианесущего крейсера продолжались с 18 мая по 30 июня. С 7 августа по 12 сентября самолёт участвовал в государственных испытаниях самого авианесущего крейсера. В 1976 году на самолёте отрабатывали прицел АСП-17БМЦ. Позже использовался для испытаний на Черноморском судостроительном заводе в Николаеве. С 21 января 1980 года являлся экспонатом музея ОКБ Яковлева, откуда в 2000-х годах был передан в Музей техники Вадима Задорожного, где находится и сейчас. Фотографии на Викискладе |            |
| 797.786.*.3.01.0** | 0301           | ?              | 1974 год          | Использовался в ЛИИ Громова. Поломка 23 августа 1978 года (аэродром Раменское) — при взлёте на самолёте лопнуло правое заднее колесо. Лётчик-испытатель Валентин Назарян не имел возможности посадить самолёт и поэтому получил команду катапультироваться. Однако катапультное кресло не сработало и пилот был вынужден совершить экстренную посадку без выпущенных шасси в лес на болотистую почву. Пилот получил травму спины. После восстановления самолёта, Валентин Назарян продолжил работу на данном самолёте. | Нет        |

#### Вторая партия (Як-38)
| Заводской номер    | Серийный номер | Бортовой номер       | Дата изготовления | Примечания | Фотография |
| ------------------ | -------------- | -------------------- | ----------------- | --- | ---------- |
| 797.786.1.4.01.0** | 0102           | №10                  | ?                 | В ноябре 1975 года доставлен на авиабазу Новофёдоровка (Саки, Крым), где использовался для подготовки будущих строевых лётчиков палубной авиации. В настоящее время установлен как памятник в посёлке Североморск-3, Мурманская область. | Нет        |
| 797.786.*.4.01.035 | 0202           | Нет (ранее №11)      | ?                 | Образец для статических испытаний. В процессе испытаний самолёт не был разрушен и после их окончания в ноябре 1975 года доставлен в 33-й ЦБП и ПЛС в Николаеве, где использовался как наземный учебный образец для подготовки будущих строевых лётчиков палубной авиации. В 1999 или 2000 году передан в детский лагерь «Дельфин», где и находится в настоящее время. Самолёт покрашен в нестандартный камуфляж, бортовой номер удалён.                                                                          | Нет        |
| 797.786.*.4.01.102 | 0302           | Нет                  | ?                 | Авария 4 апреля 1975 года (аэродром Саратов-Южный) — при попытке совершить вертикальную посадку не запустился один из подъёмных двигателей, и самолёт упал на землю с высоты 20 метров. Лётчик-испытатель Михаил Дексбах получил серьёзную травму позвоночника. Самолёт потерян. | Нет        |
| 797.786.*.4.01.103 | 0402           | №12                  | ?                 | В ноябре 1975 года доставлен на авиабазу Новофёдоровка (Саки, Крым), где использовался для подготовки будущих строевых лётчиков палубной авиации. | Нет        |
| 797.786.4.4.01.137 | 0502           | №37 (ранее №37, №14) | Март 1975 года    | Сборка завершена в марте 1975 года. 31 марта совершил свой первый полёт под управлением лётчика-испытателя Михаила Дексбаха. С сентября 1975 года эксплуатировался в нескольких военных частях (было совершено 70 полётов общей продолжительностью 20 часов). 24 апреля 1978 года передан в учебную базу ВВИА имени Н. Е. Жуковского. В 1989 году был передан в экспозицию Музея ВВС СССР в подмосковном Монино (ныне Центральный музей ВВС России), где находится и в настоящее время. Фотографии на Викискладе |            |

#### Третья партия (Як-38)
Начиная с машины 0503 в конструкцию были внесены следующие изменения:
- В верхней части фюзеляжа (между шпангоутами 10 и 18) начали устанавливать отражательные рёбра. Они были также установлены на некоторые из более ранних серийных машин.
- Изменена конструкция основных стоек шасси, при этом колея увеличилась с 2,2 до 2,75 метров.
- Сменена модель радиотехнической системы ближней навигации РСБН-4 — с «Квадрат-Д» на «Квадрат-Н».

Начиная с машины 0803 в конструкцию были внесены следующие изменения:
- Катапультируемое кресло КЯ-1М было заменено на К-36ВМ.
- Система автоматического катапультирования СК-ЭМ заменена на СК-ЭМП.

| Заводской номер    | Серийный номер | Бортовой номер           | Дата изготовления | Примечания | Фотография |
| ------------------ | -------------- | ------------------------ | ----------------- | --- | ---------- |
| 797.786.4.4.02.171 | 0103           | №07 (ранее №15)          | ?                 | К февралю 1981 года самолёт совершил 473 взлёта и посадки. | Нет        |
| 797.786.4.4.02.205 | 0203           | №16                      | ?                 | Служил в 299-м ИИКШАП. Авария 7 июня 1977 года — отказ системы реактивного управления, лётчик капитан Новичков Н. Н. катапультировался и не пострадал. Самолёт потерян. | Нет        |
| 797.786.1.5.02.239 | 0303           | №17                      | ?                 | — | Нет        |
| 797.786.*.5.02.273 | 0403           | №07 (ранее №18)          | ?                 | Использовался для испытательных целей. Летом 1980 года был передан в РВВАИУ им. Я. Алксниса, где использовался в качестве учебного пособия. По причине ликвидации училища в начале 1990-х, вероятно был разобран на металл. | Нет        |
| 797.786.*.5.02.307 | 0503           | №19                      | ?                 | В декабре 1977 года использовался для отработки ночных полётов с борта ТАКР «Киев», который находился в море возле Североморска. Всего было совершено 18 полётов. | Нет        |
| 797.786.*.5.02.341 | 0603           | №20                      | ?                 | Служил в 279-м ОКШАП. Авария 6 июня 1977 года — ошибка лётчика в технике пилотирования на взлёте. Самолёт столкнулся с землёй и получил повреждения, лётчик лейтенант Калинин В. В. не пострадал. | Нет        |
| 797.786.*.5.02.375 | 0703           | №23                      | ?                 | — | Нет        |
| 797.786.*.5.02.409 | 0803           | №21 (ранее без б/н, №21) | ?                 | В 1975—1976 годах использовался для испытаний прицела АСП-ПФД-21 (позаимствован у истребителя-перехватчика МиГ-21ПФ). В 1976 году участвовал в испытаниях на электромагнитную совместимость с авианесущим крейсером. Полёты совершались на испытательном полигоне Багерово (Крым) и с борта ТАКР «Киев». С 25 июля по 1 августа 1980 года принимал участие в испытаниях по посадке на мобильную платформу (лётчик-испытатель Олег Кононенко совершил 10 полётов). В ноябре того же года по этой программе было совершено ещё 35 испытательных полётов, а также дополнительно 26 полётов по программе 8 ГНИИ ВВС им. Чкалова (самолёт пилотировали лётчики-испытатели Михаил Дексбах, Владимир Гордиенко и другие). | Нет        |
| 797.786.1.6.02.443 | 0903           | Нет                      | 1976 год          | Авария 4 марта 1976 года (аэродром Саратов-Южный) — самопроизвольное срабатывание системы автоматического катапультирования. Лётчик-испытатель Владилен Хомяков не пострадал. Неуправляемый самолёт разбился. | Нет        |
| 797.786.*.5.02.477 | 1003           | №22                      | ?                 | К февралю 1981 года самолёт совершил 276 взлётов и посадок. | Нет        |

#### Четвёртая партия (Як-38)
| Заводской номер    | Серийный номер | Бортовой номер       | Дата изготовления | Примечания | Фотография |
| ------------------ | -------------- | -------------------- | ----------------- | --- | ---------- |
| 797.786.4.5.03.511 | 0104           | №46 (ранее №23, №46) | ?                 | Имел отличия в конструкции от предыдущих машин и должен был стать эталоном для последующих серийных Як-38. С 24 декабря 1976 года по 27 июня 1978 года проходил испытания в 8 ГНИИ ВВС им. Чкалова в городе Ахтубинске. К декабрю 1980 года в конструкцию самолёта были внесены изменения для обеспечения размещения и испытаний конформной пушечной установки ВСПУ-36. По этой программе было совершено 20 испытательных полётов между 29 декабря 1980 года и 10 апреля 1981 года (лётчики-испытатели Виктор Васенков и Николай Белокопытов). Позже самолёт использовался в качестве учебного пособия в Васильковском военном авиационно-техническом училище (ВВАТУ). 11 декабря 2001 года передан в экспозицию Государственного музея авиации Украины, где и находится в настоящее время.. Фотографии на Викискладе |            |
| 797.786.1.6.03.545 | 0204           | №24                  | ?                 | — | Нет        |
| 797.786.3.6.03.613 | 0304           | №27                  | ?                 | Поломка 15 января 1977 года — отказ подъёмно-маршевого двигателя на переходном режиме во время посадки. Лётчика-испытателя Исаева А. М. катапультировала САК, самолёт столкнулся с землёй и получил повреждения. Позже был восстановлен и вероятно использовался в 279-м ОКШАП. В 2002 году установлен как памятник на территории школы № 57 имени Т. А. Апакидзе в Мурманске. Фотографии на Викискладе |            |
| 797.786.*.6.0*.6** | 0404           | ?                    | ?                 | — | Нет        |
| 797.786.*.6.05.647 | 0504           | №31 (ранее №27)      | ?                 | — | Нет        |
| 797.786.*.6.05.681 | 0604           | №28                  | 1976 год          | С 9 октября по 18 ноября 1978 года использовался для отработки возможности запуска подъёмных двигателей во время разворота с креном (авиабаза Новофёдоровка, Саки, Крым). Самолётом управлял лётчик-испытатель Владилен Хомяков, было совершено 14 полётов общей продолжительностью 7 часов 30 минут. | Нет        |
| 797.786.3.6.05.715 | 0704           | №49 ? (ранее №29)    | ?                 | — | Нет        |
| 797.786.*.6.0*.7** | 0804           | ?                    | ?                 | — | Нет        |
| 797.786.4.6.05.783 | 0904           | №31                  | ?                 | Совершал ночные полёты с борта ТАКР «Новороссийск». | Нет        |
| 797.786.4.6.0*.*** | 1004           | №24                  | ?                 | — | Нет        |

#### Пятая партия (Як-38)
| Заводской номер    | Серийный номер | Бортовой номер | Дата изготовления | Примечания | Фотография |
| ------------------ | -------------- | -------------- | ----------------- | --- | ---------- |
| 797.786.4.6.0*.*** | 0105           | №25            | ?                 | — | Нет        |
| 797.786.1.7.0*.*** | 0205           | №26            | ?                 | — |            |
| 797.786.1.7.06.107 | 0305           | №71            | 13 июля 1977 года | Сборка завершена 13 июля 1977 года. Установлен как памятник в Парке Победы в Саратове. Фотографии на Викискладе |            |
| 797.786.*.7.06.115 | 0405           | №21            | ?                 | — | Нет        |
| 797.786.2.7.06.119 | 0505           | №28            | ?                 | — | Нет        |
| 797.786.2.7.06.147 | 0605           | №29            | 13 июня 1977 года | Сборка завершена 13 июня 1977 года.                                                                             | Нет        |
| 797.786.2.7.06.169 | 0705           | №31            | ?                 | — | Нет        |
| 797.786.*.7.07.180 | 0805           | №32            | ?                 | — | Нет        |
| 797.786.*.7.07.204 | 0905           | №32            | ?                 | — | Нет        |
| 797.786.*.7.07.210 | 1005           | №33            | ?                 | — | Нет        |

#### Шестая партия (Як-38)
Начиная с машины 0806 в конструкцию были внесены следующие изменения:
- Обшивку отсека подъёмно-маршевого двигателя под задней частью крыла (между шпангоутами 23 и 28) стали покрывать композиционным теплозащитным покрытием ВПФК.

| Заводской номер    | Серийный номер | Бортовой номер  | Дата изготовления | Примечания | Фотография |
| ------------------ | -------------- | --------------- | ----------------- | --- | ---------- |
| 797.786.*.7.14.230 | 0106           | №34             | ?                 | Служил в 311-м ОКШАП. Совершал полёты с борта ТАКР «Минск». Катастрофа 26 октября 1978 года — осуществлявший тренировочный полёт майор Бескровный И. А. не выключил подъёмные двигатели после выполнения разгона, что привело к быстрой выработке топлива и самоотключению ПД. Самолёт опрокинулся и беспорядочно падал до столкновения с поверхностью воды, после чего лётчика выбросила система автоматического катапультирования. Самолёт утонул, а лётчик скончался от полученных травм через три дня. | Нет        |
| 797.786.3.7.14.247 | 0206           | №35             | ?                 | Служил в 311-м ОКШАП. Совершал полёты с борта ТАКР «Минск». Фотографии на Викискладе |            |
| 797.786.4.7.14.289 | 0306           | №36             | ?                 | — | Нет        |
| 797.786.*.7.1*.2** | 0406           | №37             | ?                 | — | Нет        |
| 797.786.*.7.1*.3** | 0506           | №38             | ?                 | — | Нет        |
| 797.786.*.7.16.315 | 0606           | №39             | ?                 | Авария в июле 1980 года. | Нет        |
| 797.786.*.8.16.323 | 0706           | №38 (ранее №11) | ?                 | В 1990-х годах демонстрировался на ВВЦ. В настоящее время находится в экспозиции Центрального музея ВВС России в подмосковном Монино. Фотографии на Викискладе |            |
| 797.786.2.8.16.340 | 0806           | №40             | 20 июня 1978 года | Сборка завершена 20 июня 1978 года. | Нет        |
| 797.786.*.8.**.3** | 0906           | №41             | ?                 | — | Нет        |
| 797.786.*.8.**.3** | 1006           | №42             | ?                 | — | Нет        |

#### Седьмая партия (Як-38)
Начиная с машины 0107 в конструкцию были внесены следующие изменения:
- В нижней части фюзеляжа (между шпангоутами 14 и 17, а также 17 и 29) начали устанавливать отражательные рёбра. Они были также установлены на некоторые из более ранних серийных машин.

| Заводской номер    | Серийный номер | Бортовой номер  | Дата изготовления    | Примечания | Фотография |
| ------------------ | -------------- | --------------- | -------------------- | --- | ---------- |
| 797.786.3.8.22.366 | 0107           | №23 (ранее №43) | ?                    | В 1984 году использовался для испытаний аварийного барьера «Надежда», разработанного для авианесущих крейсеров проекта 1143. Далее служил в виде учебного пособия в ЕВВАУЛ. После его расформирования самолёт был отправлен на утилизацию, но его выкупил Таганрогский музей авиационной техники, где он сейчас является экспонатом. У машины некомплектна кабина, отсутствуют двигатели. Фотографии на Викискладе |            |
| 797.786.3.8.22.372 | 0207           | №44             | 30 октября 1978 года | Сборка завершена 30 октября 1978 года. Служил в 311-м ОКШАП. Совершал полёты с борта ТАКР «Минск». Авария 30 сентября 1980 года (Южно-Китайское море) — во время захода на посадку из-за неполадок с одним из подъёмных двигателей появился пикирующий момент, не позволивший осуществить посадку в вертикальном режиме. Малый остаток топлива не позволил увести самолёт на запасной аэродром (Камрань) для посадки в горизонтальном режиме. Лётчик (майор Оситнянко В. Г.) катапультировался и не пострадал, самолёт утонул в море. | Нет        |
| 797.786.3.8.22.377 | 0307           | №45             | 12 октября 1978 года | Сборка завершена 12 октября 1978 года. Служил в 311-м ОКШАП. Совершал полёты с борта ТАКР «Минск». Катастрофа 8 сентября 1980 года (Южно-Китайское море) — отказ системы вращения поворотных насадок подъёмно-маршевого двигателя во время взлёта с коротким разбегом. Лётчик-испытатель Олег Кононенко не стал катапультироваться, надеясь спасти машину. Самолёт затонул вместе с пилотом. | Нет        |
| 797.786.3.8.22.385 | 0407           | №46             | ?                    | Служил в 311-м ОКШАП. Совершал полёты с борта ТАКР «Минск». Фотографии на Викискладе |            |
| 797.786.*.*.30.400 | 0507           | №22             | ?                    | — | Нет        |
| 797.786.4.8.30.413 | 0607           | №49             | ?                    | Служил в 311-м ОКШАП. Совершал полёты с борта ТАКР «Минск». Фотографии на Викискладе |            |
| 797.786.*.*.30.422 | 0707           | №50             | ?                    | На этом самолёте летал морской лётчик Панасенко В. Г. | Нет        |
| 797.786.*.*.30.4** | 0807           | ?               | ?                    | — | Нет        |
| 797.786.*.*.30.4** | 0907           | ?               | ?                    | — | Нет        |
| 797.786.*.*.30.451 | 1007           | №52             | ?                    | — |            |

#### Восьмая партия (Як-38)
| Заводской номер    | Серийный номер | Бортовой номер | Дата изготовления   | Примечания | Фотография |
| ------------------ | -------------- | -------------- | ------------------- | --- | ---------- |
| 797.786.*.*.30.470 | 0108           | №53            | ?                   | — | Нет        |
| 797.786.3.8.30.483 | 0208           | №47            | ?                   | Служил в 311-м ОКШАП. Совершал полёты с борта ТАКР «Минск». Фотографии на Викискладе |            |
| 797.786.1.9.3*.*** | 0308           | ?              | ?                   | — | Нет        |
| 797.786.*.9.33.502 | 0408           | ?              | ?                   | Авария в июле 1980 года. | Нет        |
| 797.786.*.9.33.570 | 0508           | №35            | ?                   | — | Нет        |
| 797.786.4.9.33.601 | 0608           | №98            | ?                   | Первый Як-38 со съёмным крылом. В настоящее время является экспонатом Государственного музея авиации Украины в Киеве. Борт в хорошем состоянии, но некомплектен (сняты двигатели). На заглушках ВЗ стоит номер «07». |            |
| 797.786.*.9.33.606 | 0708           | №58            | ?                   | — | Нет        |
| 797.786.*.9.33.612 | 0808           | №57            | ?                   | — | Нет        |
| 797.786.*.9.40.624 | 0908           | №55            | ?                   | — | Нет        |
| 797.786.2.9.40.627 | 1008           | №56            | 20 апреля 1979 года | Сборка завершена 20 апреля 1979 года. Использовался для испытаний в 3 Управлении 8 ГНИИ ВВС им. Чкалова. Катастрофа 9 июля 1981 года (аэродром Кировское) — во время полёта на самолёте отказала гировертикаль, без которой запрещается осуществлять вертикальную посадку. Также без неё не работает система автоматического катапультирования. Полоса на аэродроме Кировское в это время ремонтировалась, и для осуществления горизонтальной посадки необходимо было уходить на другой аэродром. Лётчик-испытатель подполковник Николай Белокопытов, однако, этого делать не стал и попытался совершить вертикальную посадку, во время которой отказал один из подъёмных двигателей. Самолёт завалился на нос и разбился. Лётчик погиб. | Нет        |

#### Девятая партия (Як-38)
Начиная с машины 0109 в конструкцию были внесены следующие изменения:
- Съёмная передняя кромка внутренней секции крыла стала выполняться из алюминиевого сплава марки 01420Т вместо сплава марки 01420ТЛ1,2.

Начиная с машины 0409 в конструкцию были внесены следующие изменения:
- Угол поперечного V стабилизаторов сменён с −15° на −8°.

Начиная с машины 0809 в конструкцию были внесены следующие изменения:
- Крыло сделано съёмным.

| Заводской номер    | Серийный номер | Бортовой номер | Дата изготовления   | Примечания | Фотография |
| ------------------ | -------------- | -------------- | ------------------- | --- | ---------- |
| 797.786.*.9.47.630 | 0109           | ?              | ?                   | — | Нет        |
| 797.786.*.9.47.633 | 0209           | №51            | 5 февраля 1980 года | Сборка завершена 5 февраля 1980 года. Служил в 311-м ОКШАП. Авария 27 мая 1981 года (аэродром Пристань) — ошибка лётчика (старшего лейтенанта Байструка Я. И.) при заходе на посадку, привёдшая к сильному развороту самолёта и возникновению большого угла пикирования. Сработала система автоматического катапультирования. Лётчик не пострадал, самолёт разбился. | Нет        |
| 797.786.*.9.47.646 | 0309           | ?              | ?                   | — | Нет        |
| 797.786.1.0.47.649 | 0409           | ?              | ?                   | В апреле — мае 1980 года участвовал в операции «Ромб». | Нет        |
| 797.786.1.0.52.651 | 0509           | ?              | ?                   | В апреле — мае 1980 года участвовал в операции «Ромб». | Нет        |
| 797.786.1.0.52.658 | 0609           | ?              | ?                   | В апреле — мае 1980 года участвовал в операции «Ромб». | Нет        |
| 797.786.1.0.54.666 | 0709           | №53            | ?                   | В апреле — мае 1980 года участвовал в операции «Ромб». Авария 25 июля 1983 года. После списания был разделан на металл. | Нет        |
| 797.786.*.0.54.678 | 0809           | ?              | ?                   | — | Нет        |
| 797.786.*.0.**.*** | 0909           | №55            | ?                   | — | Нет        |
| 797.786.2.0.**.*** | 1009           | ?              | ?                   | — | Нет        |

#### Десятая партия (Як-38)
| Заводской номер    | Серийный номер | Бортовой номер | Дата изготовления     | Примечания | Фотография |
| ------------------ | -------------- | -------------- | --------------------- | --- | ---------- |
| 797.786.2.0.**.*** | 0110           | ?              | ?                     | — | Нет        |
| 797.786.2.0.**.*** | 0210           | ?              | ?                     | — | Нет        |
| 797.786.*.0.**.*** | 0310           | ?              | ?                     | — | Нет        |
| 797.786.*.0.**.*** | 0410           | ?              | ?                     | — | Нет        |
| 797.786.3.0.60.683 | 0510           | ?              | 26 сентября 1980 года | Сборка завершена 26 сентября 1980 года. | Нет        |
| 797.786.3.0.60.6** | 0610           | ?              | ?                     | — | Нет        |
| 797.786.3.0.60.6** | 0710           | ?              | ?                     | — | Нет        |
| 797.786.3.0.60.6** | 0810           | ?              | ?                     | — | Нет        |
| 797.786.4.0.60.697 | 0910           | ?              | 4 февраля 1981 года   | Сборка завершена 4 февраля 1981 года. | Нет        |
| 797.786.4.0.60.699 | 1010           | №60            | ?                     | В 1996 году демонстрировался на ВВЦ. Долгое время находился на Ходынском поле в Москве — сначала как музейный экспонат, а после закрытия музея просто стоял без ухода под открытым небом. Неизвестными был разбит фонарь кабины лётчика, оказались открыты некоторые технические лючки. В начале 2012 года его перевезли в Музей техники Вадима Задорожного. Самолёт будет отреставрирован и выставлен как музейный экспонат. Фотографии на Викискладе |            |

#### Одиннадцатая партия (Як-38)
Начиная с машины 0911 в конструкцию были внесены следующие изменения:
- Подъёмные двигатели РД-36-35ФВ были заменены на улучшенные РД-36-35ФВР.
- Подъёмно-маршевый двигатель Р27В-300 был модернизирован с увеличением тяги.

| Заводской номер    | Серийный номер | Бортовой номер | Дата изготовления | Примечания | Фотография |
| ------------------ | -------------- | -------------- | ----------------- | --- | ---------- |
| 797.786.4.0.60.*** | 0111           | ?              | ?                 | — | Нет        |
| 797.786.4.0.60.871 | 0211           | №16            | ?                 | — | Нет        |
| 797.786.4.0.6*.*** | 0311           | №46            | ?                 | С 1981 года находился на авиабазе Новофёдоровка (Саки, Крым). Использовался ЛИИ для отработки взлёта с коротким разбегом и посадки с проскальзыванием, а также съёма характеристик силовой установки. Сначала летал Валентин Назарян, а затем военные лётчики-испытатели. В 1982 году перевезён на аэродром Пристань. Осенью отправился в плавание на борту ТАКР «Минск», в ходе которого весной 1983 года проходил испытания на эксплуатацию в условиях повышенной влажности. Затем самолёт был передан военным для подтверждения результатов испытаний. Конец 1983 года — испытательные полёты с борта ТАКР «Новороссийск» для определения возможности осуществления ВКР с его палубы. Полёты осуществлялись в Северном Ледовитом и Атлантическом океанах, пилотировал лётчик-испытатель, полковник Виктор Васенков. Позже самолёт осуществлял испытательные полёты с авиабазы Кировское. | Нет        |
| 797.786.4.0.63.371 | 0411           | ?              | 9 марта 1981 года | Сборка завершена 9 марта 1981 года. Авария. | Нет        |
| 797.786.1.1.**.*** | 0511           | ?              | ?                 | — | Нет        |
| 797.786.1.1.**.*** | 0611           | ?              | ?                 | — | Нет        |
| 797.786.1.1.**.*** | 0711           | ?              | ?                 | — | Нет        |
| 797.786.1.1.71.577 | 0811           | №67            | ?                 | Находился в Евпатории. В 2010 году был передан в экспозицию Военно-морского музея Украины, Севастополь. Фотографии на Викискладе |            |
| 797.786.*.1.71.590 | 0911           | ?              | ?                 | — | Нет        |
| 797.786.*.1.**.*** | 1011           | ?              | ?                 | — | Нет        |

#### Двенадцатая партия (Як-38)
| Заводской номер    | Серийный номер | Бортовой номер | Дата изготовления   | Примечания | Фотография |
| ------------------ | -------------- | -------------- | ------------------- | --- | ---------- |
| 797.786.*.1.**.*** | 0112           | ?              | ?                   | — | Нет        |
| 797.786.*.1.**.*** | 0212           | ?              | ?                   | — | Нет        |
| 797.786.*.1.74.635 | 0312           | №46            | ?                   | К марту 1982 года в конструкцию самолёта были внесены различные изменения. Испытания машины продолжались с 31 марта по 20 ноября 1983 года на авиабазе Кировское и борту ТАКР «Новороссийск». Было выполнено 164 полёта, из них 10 — с борта авианесущего крейсера (лётчики-испытатели Яковенко А. И. и Домонецкий Н. С.). | Нет        |
| 797.786.*.1.7*.6** | 0412           | ?              | ?                   | — | Нет        |
| 797.786.*.1.76.657 | 0512           | №58            | ?                   | — | Нет        |
| 797.786.*.1.7*.6** | 0612           | ?              | ?                   | — | Нет        |
| 797.786.*.1.7*.6** | 0712           | ?              | ?                   | — | Нет        |
| 797.786.3.1.78.705 | 0812           | ?              | 4 ноября 1981 года  | Сборка завершена 4 ноября 1981 года. | Нет        |
| 797.786.*.1.78.7** | 0912           | ?              | ?                   | — | Нет        |
| 797.786.4.1.78.729 | 1012           | №69            | 18 января 1982 года | Сборка завершена 18 января 1982 года. | Нет        |

#### Тринадцатая партия (Як-38)
| Заводской номер    | Серийный номер | Бортовой номер | Дата изготовления | Примечания | Фотография |
| ------------------ | -------------- | -------------- | ----------------- | --- | ---------- |
| 797.786.4.1.**.*** | 0113           | ?              | ?                 | — | Нет        |
| 797.786.4.1.**.*** | 0213           | ?              | ?                 | — | Нет        |
| 797.786.4.1.81.759 | 0313           | ?              | ?                 | — | Нет        |
| ?                  | 0413           | №82            | 1982 год          | Переделан в Як-38М. | Нет        |
| ?                  | 0513           | №83            | 1982 год          | Переделан в Як-38М. |            |
| 797.786.*.2.86.815 | 0613           | №73            | ?                 | Конец 1983 года — испытательные полёты с борта ТАКР «Новороссийск» для определения возможности осуществления ВКР с его палубы. Полёты осуществлялись в Северном Ледовитом и Атлантическом океанах, пилотировал лётчик-испытатель, полковник Виктор Васенков. |            |
| 797.786.*.2.86.840 | 0713           | №74            | ?                 | Конец 1983 года — испытательные полёты с борта ТАКР «Новороссийск» для определения возможности осуществления ВКР с его палубы. Полёты осуществлялись в Северном Ледовитом и Атлантическом океанах, пилотировал лётчик-испытатель, полковник Виктор Васенков. |            |
| 797.786.*.2.90.847 | 0813           | №75            | ?                 | Конец 1983 года — испытательные полёты с борта ТАКР «Новороссийск» для определения возможности осуществления ВКР с его палубы. Полёты осуществлялись в Северном Ледовитом и Атлантическом океанах, пилотировал лётчик-испытатель, полковник Виктор Васенков. | Нет        |
| 797.786.*.2.**.*** | 0913           | ?              | ?                 | — | Нет        |
| 797.786.*.2.**.*** | 1013           | ?              | ?                 | — | Нет        |

#### Четырнадцатая партия (Як-38)
| Заводской номер    | Серийный номер | Бортовой номер | Дата изготовления    | Примечания                             | Фотография |
| ------------------ | -------------- | -------------- | -------------------- | -------------------------------------- | ---------- |
| 797.786.*.2.**.*** | 0114           | ?              | ?                    | —                                      | Нет        |
| 797.786.*.2.**.*** | 0214           | ?              | ?                    | —                                      | Нет        |
| 797.786.*.2.**.*** | 0314           | ?              | ?                    | —                                      | Нет        |
| 797.786.*.2.**.*** | 0414           | ?              | ?                    | —                                      | Нет        |
| 797.786.*.2.**.*** | 0514           | №84            | ?                    | Авария 10 ноября 1983 года.            | Нет        |
| 797.786.*.2.**.*** | 0614           | ?              | ?                    | —                                      | Нет        |
| 797.786.3.2.95.881 | 0714           | ?              | 25 октября 1982 года | Сборка завершена 25 октября 1982 года. | Нет        |
| 797.786.*.*.**.*** | 0814           | ?              | ?                    | —                                      | Нет        |
| 797.786.*.*.**.*** | 0914           | ?              | ?                    | —                                      | Нет        |
| 797.786.*.*.**.*** | 1014           | ?              | ?                    | —                                      | Нет        |

#### Пятнадцатая партия (Як-38)
| Заводской номер    | Серийный номер | Бортовой номер | Дата изготовления | Примечания | Фотография |
| ------------------ | -------------- | -------------- | ----------------- | --- | ---------- |
| 797.786.*.*.**.*** | 0115           | ?              | ?                 | — | Нет        |
| 797.786.*.*.**.*** | 0215           | ?              | ?                 | — | Нет        |
| 797.786.*.*.**.*** | 0315           | №15            | ?                 | Самолёт использовался для испытаний в ЛИИ (в частности для отработки взлётно-посадочных операций с неподготовленной площадки). На машине летали лётчики-испытатели Валентин Назарян, Леонид Лобас, Виктор Заболотский. 18 августа 1991 года совершал показательные полёты на праздновании Дня Авиации в Жуковском. Авария 28 июля 1992 года (аэродром Раменское) — при подготовке к МосАэроШоу-92 во время отработки элемента «карусель» возник опасный крен, что привело к срабатыванию системы автоматического катапультирования. Лётчик-испытатель Виктор Заболотский не пострадал, самолёт потерян. | Нет        |
| 797.786.*.*.**.*** | 0415           | ?              | ?                 | — | Нет        |
| 797.786.*.*.**.*** | 0515           | ?              | ?                 | — | Нет        |
| 797.786.2.3.97.*** | 0615           | №61            | ?                 | 13 марта 1987 года самолёт первым среди Як-38 совершил посадку на палубу ТАКР «Баку» (управлял машиной лётчик-испытатель Юрий Митиков). 15 и 19 марта он выполнил на самолёте пять висений, а 21 марта — два полёта по полному профилю с борта крейсера. Затем было совершено ещё 5 полётов в рамках испытаний корабля. 30 марта Митиков увёл самолёт на авиабазу Кировское. | Нет        |
| 797.786.*.*.**.*** | 0715           | ?              | ?                 | — | Нет        |
| 797.786.*.*.**.*** | 0815           | ?              | ?                 | — | Нет        |
| 797.786.*.*.**.*** | 0915           | ?              | ?                 | — | Нет        |
| 797.786.*.*.**.*** | 1015           | ?              | ?                 | — | Нет        |

#### Шестнадцатая партия (Як-38)
| Заводской номер    | Серийный номер | Бортовой номер | Дата изготовления | Примечания                | Фотография |
| ------------------ | -------------- | -------------- | ----------------- | ------------------------- | ---------- |
| 797.786.*.*.**.*** | 0116           | ?              | ?                 | —                         | Нет        |
| 797.786.*.*.**.*** | 0216           | ?              | ?                 | —                         | Нет        |
| 797.786.*.*.**.*** | 0316           | ?              | ?                 | —                         | Нет        |
| 797.786.*.*.**.*** | 0416           | ?              | ?                 | —                         | Нет        |
| 797.786.*.*.**.*** | 0516           | ?              | ?                 | Последний серийный Як-38. | Нет        |

#### Неотсортированные машины (Як-38)
Для самолётов из этой таблицы необходимо установить, если это возможно, серийный номер и перенести их в основную таблицу.
| Заводской номер    | Серийный номер | Бортовой номер      | Дата изготовления    | Примечания | Фотография |
| ------------------ | -------------- | ------------------- | -------------------- | --- | ---------- |
| 797.786.*.*.97.565 | Установить!    | №86                 | ?                    | Конец 1983 года — испытательные полёты с борта ТАКР «Новороссийск» для определения возможности осуществления ВКР с его палубы. Полёты осуществлялись в Северном Ледовитом и Атлантическом океанах, пилотировал лётчик-испытатель, полковник Виктор Васенков. | Нет        |
| 797.786.*.*.97.677 | Установить!    | ?                   | ?                    | — | Нет        |
| 797.786.4.3.98.473 | Установить!    | ?                   | 27 декабря 1983 года | Сборка завершена 27 декабря 1983 года. Авария. | Нет        |
| 797.786.*.*.**.*** | Установить!    | №71 (ранее без б/н) | ?                    | Экспонат Технического музея ОАО «АвтоВАЗ», Тольятти. |            |
| 797.786.*.*.**.*** | Установить!    | №38 (ранее №29)     | ?                    | Сохранён на 121 АРЗ, Кубинка. |            |
| 797.786.*.*.**.*** | Установить!    | №55                 | ?                    | Экспонат музея Евпаторийского АРЗ. | Нет        |
| 797.786.*.*.**.*** | Установить!    | №28                 | ?                    | По состоянию на 2007 год находился на территории Евпаторийского АРЗ. | Нет        |
| 797.786.*.*.**.*** | Установить!    | №72                 | ?                    | Находится на территории СВВАУЛ. | Нет        |

### Як-36МУ
| Заводской номер | Серийный номер | Бортовой номер | Дата изготовления  | Примечания | Фотография |
| --------------- | -------------- | -------------- | ------------------ | --- | ---------- |
| 01              | —              | №05            | 23 марта 1973 года | Опытный образец («изделие ВМУ-1»). Его сборка на ММЗ «Скорость» была завершена 23 марта 1973 года. 17 августа совершил первый полёт под управлением лётчика-испытателя Михаила Дексбаха. С 25 сентября 1973 года по 31 июля 1974 года проходил испытания на испытательной базе 8 ГНИИ ВВС им. Чкалова в городе Ахтубинске. 25 октября 1973 года, Михаил Дексбах совершил на самолёте первые два висения. В ноябре-декабре того же года он совершил ещё несколько висений, управляя машиной с места инструктора. В феврале 1974 года было совершено несколько полётов, включавших взлёт по-самолётному, запуск в полёте подъёмных двигателей и снижение скорости до висения. 22 марта была достигнута скорость в 900 км/ч на высоте 5000 метров. Через четыре дня Дексбах совершил полёт по «полу-профилю», взлетев вертикально и разогнавшись до 900 км/ч перед тем, как приземлиться по-самолётному. 30 марта 1974 года им впервые был совершён полёт по полному профилю. Всего за этап «А» государственных испытаний было совершено 90 полётов. Этап «Б» проходил в апреле-сентябре 1977 года на борту ТАКР «Киев». После этого изделие ВМУ-1 использовалось для тренировки строевых лётчиков — сначала в Ахтубинске, а затем на авиабазе Новофёдоровка в Саках (Крым). После окончания срока службы машина была установлена там же в виде памятника. | Нет        |

### Як-38У
Первая партия содержала две машины, вторая — три, а каждая последующая партия — по 5 машин.

#### Первая партия (Як-38У)
| Заводской номер    | Серийный номер | Бортовой номер | Дата изготовления | Примечания | Фотография |
| ------------------ | -------------- | -------------- | ----------------- | --- | ---------- |
| 797.776.*.5.0*.0** | 0101           | ?              | 1975 год          | Первый серийный Як-38У. | Нет        |
| 797.776.4.5.05.037 | 0201           | №01            | 1975 год          | Проходил испытания в 8 ГНИИ ВВС им. Чкалова. В настоящее время экспонат музея Луганского авиационно-ремонтного завода, Украина. Фотографии на Викискладе |            |

#### Вторая партия (Як-38У)
| Заводской номер    | Серийный номер | Бортовой номер | Дата изготовления    | Примечания | Фотография |
| ------------------ | -------------- | -------------- | -------------------- | --- | ---------- |
| 797.776.3.6.11.071 | 0102           | ?              | 18 октября 1976 года | Сборка завершена 18 октября 1976 года. 27 декабря доставлен в 8 ГНИИ ВВС им. Чкалова. С 8 апреля до 12 сентября 1977 года принимал участие в этапе «Б» государственных испытаний Як-36МУ. | Нет        |
| 797.776.*.*.**.*** | 0202           | ?              | ?                    | Образец для статических испытаний. | Нет        |
| 797.776.*.*.**.*** | 0302           | №06            | ?                    | — | Нет        |

#### Третья партия (Як-38У)
| Заводской номер    | Серийный номер | Бортовой номер | Дата изготовления    | Примечания | Фотография |
| ------------------ | -------------- | -------------- | -------------------- | --- | ---------- |
| 797.776.*.*.13.173 | 0103           | №07            | ?                    | — | Нет        |
| 797.776.3.7.13.243 | 0203           | №08            | 29 октября 1977 года | Сборка завершена 29 октября 1977 года. Служил в 311-м ОКШАП. Совершал полёты с борта ТАКР «Минск». Авария 7 июня 1979 года — потеря машиной управляемости во время захода на посадку из-за проблем с системой запуска подъёмных двигателей. Лётчики (Перепечко В. А. и Чурилов Ю. И.) катапультировались и не пострадали, самолёт утонул в море. | Нет        |
| 797.776.1.8.13.264 | 0303           | №09            | 7 февраля 1978 года  | Сборка завершена 7 февраля 1978 года. Служил в 311-м ОКШАП. Совершал полёты с борта ТАКР «Минск». Использовался для отработки взлёта с коротким разбегом (лётчики-испытатели Михаил Дексбах и Олег Кононенко совершили 14 полётов общей продолжительностью 3 часа 9 минут, а также 11 гонок двигателей). Авария 27 декабря 1979 года — отказ поворотного механизма сопел ПМД во время испытательного взлёта с коротким разбегом. Лётчики (Кононенко и Дексбах) катапультировались и не пострадали, не считая синяков и ушибов. Самолёт утонул в море. | Нет        |
| 797.776.*.*.13.303 | 0403           | №07            | ?                    | — | Нет        |
| 797.776.*.*.13.355 | 0503           | №04            | ?                    | — | Нет        |

#### Четвёртая партия (Як-38У)
| Заводской номер    | Серийный номер | Бортовой номер | Дата изготовления | Примечания | Фотография |
| ------------------ | -------------- | -------------- | ----------------- | ---------- | ---------- |
| 797.776.*.*.**.*** | 0104           | ?              | ?                 | —          | Нет        |
| 797.776.*.*.**.*** | 0204           | ?              | ?                 | —          | Нет        |
| 797.776.*.*.**.*** | 0304           | ?              | ?                 | —          | Нет        |
| 797.776.*.*.**.*** | 0404           | ?              | ?                 | —          | Нет        |
| 797.776.*.*.**.*** | 0504           | ?              | ?                 | —          | Нет        |

#### Пятая партия (Як-38У)
| Заводской номер    | Серийный номер | Бортовой номер | Дата изготовления | Примечания | Фотография |
| ------------------ | -------------- | -------------- | ----------------- | ---------- | ---------- |
| 797.776.*.*.**.*** | 0105           | ?              | ?                 | —          | Нет        |
| 797.776.*.*.**.*** | 0205           | ?              | ?                 | —          | Нет        |
| 797.776.*.*.**.*** | 0305           | ?              | ?                 | —          | Нет        |
| 797.776.*.*.**.*** | 0405           | ?              | ?                 | —          | Нет        |
| 797.776.*.*.**.*** | 0505           | ?              | ?                 | —          | Нет        |

#### Шестая партия (Як-38У)
| Заводской номер    | Серийный номер | Бортовой номер | Дата изготовления | Примечания | Фотография |
| ------------------ | -------------- | -------------- | ----------------- | ---------- | ---------- |
| 797.776.*.*.**.*** | 0106           | ?              | ?                 | —          | Нет        |
| 797.776.*.*.**.*** | 0206           | ?              | ?                 | —          | Нет        |
| 797.776.*.*.**.*** | 0306           | ?              | ?                 | —          | Нет        |
| 797.776.*.*.**.*** | 0406           | ?              | ?                 | —          | Нет        |
| 797.776.*.*.**.*** | 0506           | ?              | ?                 | —          | Нет        |

#### Седьмая партия (Як-38У)
| Заводской номер    | Серийный номер | Бортовой номер | Дата изготовления | Примечания | Фотография |
| ------------------ | -------------- | -------------- | ----------------- | --- | ---------- |
| 797.776.*.*.**.*** | 0107           | ?              | ?                 | — | Нет        |
| 797.776.4.1.**.*** | 0207           | №07            | ?                 | Показательные полёты на МАКС-1995 под управлением лётчиков-испытателей Евгения Козлова и Александра Крутова.                                                    | Нет        |
| 797.776.4.1.48.236 | 0307           | №24            | 1982 год          | Использовался для испытаний в ЛИИ им. Громова. Показательные полёты на МАКС-1993. В настоящее время установлен в ЛИИ в виде памятника. Фотографии на Викискладе |            |
| 797.776.*.*.48.271 | 0407           | ?              | ?                 | — | Нет        |
| 797.776.*.*.**.*** | 0507           | ?              | ?                 | — | Нет        |

#### Восьмая партия (Як-38У)
| Заводской номер    | Серийный номер | Бортовой номер | Дата изготовления | Примечания | Фотография |
| ------------------ | -------------- | -------------- | ----------------- | --- | ---------- |
| 797.776.2.3.54.163 | 0108           | №03            | ?                 | Находился в Евпатории. В 2010 году был передан в экспозицию Военно-морского музея Украины, Севастополь. Фотографии на Викискладе |            |
| 797.776.*.*.54.170 | 0208           | ?              | ?                 | — | Нет        |
| 797.776.*.*.55.215 | 0308           | №47            | 1985 год          | Последний серийный Як-38У. Совершал показательные полёты на дне авиации в Жуковском в 1991 году.                                 | Нет        |

#### Неотсортированные машины (Як-38У)
Для самолётов из этой таблицы необходимо установить, если это возможно, серийный номер и перенести их в основную таблицу.
| Заводской номер    | Серийный номер | Бортовой номер | Дата изготовления | Примечания | Фотография |
| ------------------ | -------------- | -------------- | ----------------- | --- | ---------- |
| 797.776.*.*.20.346 | Установить!    | ?              | ?                 | — | Нет        |
| 797.776.2.0.38.454 | Установить!    | ?              | 26 июня 1980 года | Служил в 299-м ИИКШАП. Авария 16 апреля 1986 года — ошибка пилотирования при полёте в паре, попадание в спутную струю ведущего. Лётчики майор Атласов Г. Ф. и инструктор командир авиаполка полковник Бакулин Г. Г. катапультировались. Бакулин получил травму, Атласов не пострадал, самолёт потерян. | Нет        |
| 797.776.*.*.**.*** | Установить!    | №03            | ?                 | Служил в 279-м ОКШАП. Совершал полёты с борта ТАКР «Киев». | Нет        |
| 797.776.*.*.**.*** | Установить!    | №04            | ?                 | Использовался ВМС Украины. | Нет        |
| 797.776.*.*.**.*** | Установить!    | №09            | ?                 | 2007 год — Евпаторийский АРЗ. | Нет        |
| 797.776.*.*.**.*** | Установить!    | №10            | ?                 | Служил в 279-м ОКШАП. Совершал полёты с борта ТАКР «Киев». |            |
| 797.776.*.*.**.*** | Установить!    | №20            | ?                 | Служил в 279-м ОКШАП. Совершал полёты с борта ТАКР «Киев». | Нет        |
| 797.776.*.*.**.*** | Установить!    | №25            | ?                 | — |            |
| 797.776.*.*.**.*** | Установить!    | №29            | ?                 | — | Нет        |

### Як-38М
Производственные партии содержали по 10 машин.

#### Опытные образцы (Як-38М)
| Заводской номер | Серийный номер   | Бортовой номер | Дата изготовления | Примечания | Фотография |
| --------------- | ---------------- | -------------- | ----------------- | --- | ---------- |
| ?               | 0413 (как Як-38) | №82            | 1982 год          | Первый опытный образец («изделие 82-1»), переделан из серийного Як-38 в 1982 году. Первый этап заводских лётных испытаний изделия 82-1 проходил с 30 ноября по 14 декабря 1982 года на аэродроме Раменское. 30 ноября лётчик-испытатель Юрий Митиков совершил на самолёте первые два свободных висения. 21 декабря изделие 82-1 перевезли на авиабазу Кировское, Крым. 18 января 1983 года Митиков выполнил на машине первый полёт с горизонтальными взлётом и посадкой, при этом в полёте запускались подъёмные двигатели и осуществлялось торможение. 19 и 20 января было совершено ещё два подобных полёта. 10 февраля Митиков совершил на изделии 82-1 первый полёт по полному профилю. 24 марта самолёт перевезли на авиабазу Новофёдоровка (Саки, Крым), где его испытания продолжались до 31 мая. Заводские испытания изделия 82-1 завершились 3 июня. Всего за это время было совершено 44 полёта, общий налёт составил 17 часов 52 минуты. Авария 12 апреля 1985 года — столкновение с землёй в ходе испытательного полёта на максимальный взлётный вес. Лётчик-испытатель Владимир Макагонов катапультировался и не пострадал, самолёт потерян. | Нет        |
| ?               | 0513 (как Як-38) | №83            | 1982 год          | Второй опытный образец («изделие 82-2»), переделан из серийного Як-38 в 1982 году. 23 августа 1983 года лётчик-испытатель Андрей Синицын совершил на машине рулёжки по ВПП (аэродром Раменское). После этого самолёт был доставлен на авиабазу Новофёдоровка (Саки, Крым), где Синицын 7 сентября приступил к лётным испытаниям. Затем лётчик перелетел на машине на авиабазу Кировское, где испытания продолжились. Позже машину перевезли на аэродром Североморск-3. 8 октября Синицын совершил на изделии 82-2 первое свободное висение и передал машину лётчику-испытателю, полковнику Виктору Васенкову. 12 октября Васенков совершил на самолёте первую посадку на палубу ТАКР «Новороссийск», а затем и первый взлёт. В конце мая 1984 года в рамках государственных испытаний самолёт совершал полёты с борта контейнеровоза «Николай Черкасов». Всего по этой программе лётчиками-испытателями Виктором Васенковым и А. И. Яковенко было выполнено 18 полётов. С 6 по 15 июля 1987 года изделие 82-2 принимало участие в испытаниях на совместимость с авианесущим крейсером. В их рамках лётчиком-испытателем Юрием Митиковым было совершено 14 полётов с борта ТАКР «Баку». С 8 по 25 августа 1990 года самолёт проходил испытания на совместимость с новым ТАКР «Тбилиси», перед этим получив новый трёхцветный камуфляж. Всего с борта крейсера было совершено 15 полётов (Владимир Макагонов — 6, Е. Пригодин — 4, Владимир Якимов и Михаил Молчанюк — по 2, Юрий Сёмкин — 1). В начале 2000-х годов самолёт находился на авиабазе Кировское. Сейчас экспонат музея в Виннице, Украина. Самолёт получил новый голубоватый окрас. Фотографии на Викискладе |            |

#### Первая партия (Як-38М)
| Заводской номер    | Серийный номер | Бортовой номер | Дата изготовления | Примечания | Фотография |
| ------------------ | -------------- | -------------- | ----------------- | --- | ---------- |
| 797.782.*.*.**.*** | 0101           | ?              | ?                 | Первый серийный Як-38М. | Нет        |
| 797.782.*.*.**.*** | 0201           | ?              | ?                 | — | Нет        |
| 797.782.*.*.**.*** | 0301           | ?              | ?                 | — | Нет        |
| 797.782.*.*.**.*** | 0401           | ?              | ?                 | — | Нет        |
| 797.782.*.*.**.*** | 0501           | Нет            | ?                 | Этот самолёт служит учебным пособием в Харьковском авиационном институте, где находился по состоянию на конец 2010 года. От машины остался голый препарированный корпус, нет крыльев, киля и оперения. | Нет        |
| 797.782.*.*.**.*** | 0601           | ?              | ?                 | — | Нет        |
| 797.782.*.*.**.*** | 0701           | ?              | ?                 | — | Нет        |
| 797.782.*.*.**.*** | 0801           | ?              | ?                 | — | Нет        |
| 797.782.*.*.**.*** | 0901           | ?              | ?                 | — | Нет        |
| 797.782.*.*.**.*** | 1001           | ?              | ?                 | — | Нет        |

#### Вторая партия (Як-38М)
| Заводской номер    | Серийный номер | Бортовой номер      | Дата изготовления | Примечания | Фотография |
| ------------------ | -------------- | ------------------- | ----------------- | --- | ---------- |
| 797.782.4.4.02.095 | 0102           | №48                 | ?                 | С 27 сентября по 20 октября 1986 года лётчик-испытатель Андрей Синицын выполнил на самолёте пять испытательных полётов с аэродрома Саратов-Южный для отработки сброса ПТБ, в одном из полётов исследовалась стабильность машины с ПТБ. В 1991 году выставлялся в Жуковском. В 2000-х годах самолёт находился в Москве, он был сохранён как памятник на территории в/ч 10149 в районе Орехово-Борисово. После расформирования части в 2010 году перевезён на территорию в/ч 31920 в посёлке Северный (в городе Балашиха). | Нет        |
| 797.782.*.*.**.*** | 0202           | ?                   | ?                 | — | Нет        |
| 797.782.*.*.**.*** | 0302           | ?                   | ?                 | — | Нет        |
| 797.782.*.*.**.*** | 0402           | ?                   | ?                 | — | Нет        |
| 797.782.*.*.**.*** | 0502           | ?                   | ?                 | — | Нет        |
| 797.782.*.*.**.*** | 0602           | ?                   | ?                 | — | Нет        |
| 797.782.1.5.04.192 | 0702           | №38 (ранее без б/н) | ?                 | Изначально не имел бортового номера. 19 августа 1989 года — демонстрационный полёт на Дне Авиации в Жуковском (пилотировал лётчик-испытатель Андрей Синицын). Сентябрь 1992 года — показательные полёты на авиасалоне Фарнборо-1992 под управлением лётчика-испытателя Владимира Якимова (перед авиасалоном самолёт получил бортовой номер 38 «жёлтый»). Фотографии на Викискладе |            |
| 797.782.*.*.**.*** | 0802           | ?                   | ?                 | — | Нет        |
| 797.782.*.*.**.*** | 0902           | ?                   | ?                 | — | Нет        |
| 797.782.*.*.**.*** | 1002           | ?                   | ?                 | — | Нет        |

#### Третья партия (Як-38М)
| Заводской номер    | Серийный номер | Бортовой номер | Дата изготовления | Примечания | Фотография |
| ------------------ | -------------- | -------------- | ----------------- | ---------- | ---------- |
| 797.782.*.*.**.*** | 0103           | ?              | ?                 | —          | Нет        |
| 797.782.*.*.**.*** | 0203           | ?              | ?                 | —          | Нет        |
| 797.782.*.*.**.*** | 0303           | ?              | ?                 | —          | Нет        |
| 797.782.*.*.**.*** | 0403           | ?              | ?                 | —          | Нет        |
| 797.782.*.*.**.*** | 0503           | ?              | ?                 | —          | Нет        |
| 797.782.*.*.**.*** | 0603           | ?              | ?                 | —          | Нет        |
| 797.782.*.*.**.*** | 0703           | ?              | ?                 | —          | Нет        |
| 797.782.*.*.**.*** | 0803           | ?              | ?                 | —          | Нет        |
| 797.782.*.*.**.*** | 0903           | ?              | ?                 | —          | Нет        |
| 797.782.*.*.**.*** | 1003           | ?              | ?                 | —          | Нет        |

#### Четвёртая партия (Як-38М)
| Заводской номер    | Серийный номер | Бортовой номер | Дата изготовления | Примечания | Фотография |
| ------------------ | -------------- | -------------- | ----------------- | ---------- | ---------- |
| 797.782.*.*.**.*** | 0104           | ?              | ?                 | —          | Нет        |
| 797.782.*.*.**.*** | 0204           | ?              | ?                 | —          | Нет        |
| 797.782.*.*.**.*** | 0304           | ?              | ?                 | —          | Нет        |
| 797.782.*.*.**.*** | 0404           | ?              | ?                 | —          | Нет        |
| 797.782.*.*.**.*** | 0504           | ?              | ?                 | —          | Нет        |
| 797.782.*.*.**.*** | 0604           | ?              | ?                 | —          | Нет        |
| 797.782.*.*.**.*** | 0704           | ?              | ?                 | —          | Нет        |
| 797.782.*.*.**.*** | 0804           | ?              | ?                 | —          | Нет        |
| 797.782.*.*.**.*** | 0904           | ?              | ?                 | —          | Нет        |
| 797.782.*.*.**.*** | 1004           | ?              | ?                 | —          | Нет        |

#### Пятая партия (Як-38М)
| Заводской номер    | Серийный номер | Бортовой номер | Дата изготовления | Примечания | Фотография |
| ------------------ | -------------- | -------------- | ----------------- | --- | ---------- |
| 797.782.*.*.**.*** | 0105           | ?              | ?                 | — | Нет        |
| 797.782.*.*.**.*** | 0205           | ?              | ?                 | — | Нет        |
| 797.782.*.*.**.*** | 0305           | ?              | ?                 | — | Нет        |
| 797.782.*.*.**.*** | 0405           | ?              | ?                 | — | Нет        |
| 797.782.4.7.08.489 | 0505           | №63            | ?                 | На левом борту самолёта были нанесены необычные рисунки: лицо кота Тома перед входом в воздухозаборник и голова кобры на боковой поверхности воздухозаборника чуть правее бортового номера. В 1990-х годах находился в разукомплектованном состоянии в Саках. Вероятно позже был утилизирован. | Нет        |
| 797.782.4.7.08.494 | 0605           | №88            | 1987 год          | Использовался для испытаний приборной доски с изменённой планировкой. В августе 1989 года выставлялся на Ходынском поле. В 1993 году демонстрировался на авиашоу МАКС-1993. Фотографии на Викискладе                                                                                           |            |
| 797.782.*.*.**.*** | 0705           | ?              | ?                 | — | Нет        |
| 797.782.*.*.**.*** | 0805           | ?              | ?                 | — | Нет        |
| 797.782.*.*.**.*** | 0905           | ?              | ?                 | — | Нет        |
| 797.782.*.*.**.*** | 1005           | ?              | ?                 | — | Нет        |

#### Неотсортированные машины (Як-38М)
Для самолётов из этой таблицы необходимо установить, если это возможно, серийный номер и перенести их в основную таблицу.
| Заводской номер                      | Серийный номер | Бортовой номер       | Дата изготовления | Примечания | Фотография |
| ------------------------------------ | -------------- | -------------------- | ----------------- | --- | ---------- |
| 797.782.*.*.**.***                   | Установить!    | №99 (99 «белый»)     | ?                 | В 1990-х годах находился в разукомплектованном состоянии в Саках. Вероятно позже был утилизирован. | Нет        |
| 797.782.*.*.08.168 (вероятно 08.468) | Установить!    | №97 (ранее №97)      | ?                 | Служил в 311-м ОКШАП, куда доставлен в 1986 году. Авария летом 1988 года (аэродром Пристань) — при посадке ночью по-самолётному (лётчик подполковник Виктор Воронюк) не наполнился тормозной парашют, самолёт выкатился за пределы ВПП и попал в овраг. В результате сильно пострадала носовая часть машины. После аварии самолёт отправили на Евпаторийский АРЗ, но из-за неких проблем восстановлен он так и не был. По состоянию на 2007 год находился там в частично разобранном состоянии.                                             | Нет        |
| 797.782.*.*.**.***                   | Установить!    | №95 (ранее №87, №90) | ?                 | В настоящее время выставлен как памятник в городе Артём, Приморский край. |            |
| 797.782.3.8.11.109                   | Установить!    | №34                  | ?                 | Один из самых последних серийных Як-38М. Служил в 279-м ОКШАП. В 1996 году был передан в экспозицию Музея ВВС Северного флота, где и находится сейчас. | Нет        |
| 797.782.*.*.**.***                   | Установить!    | №93                  | ?                 | Служил в 279-м ОКШАП. | Нет        |
| 797.782.*.*.**.***                   | Установить!    | №95                  | ?                 | Служил в 279-м ОКШАП. | Нет        |
| 797.782.*.*.**.***                   | Установить!    | №95                  | ?                 | Служил в 311-м ОКШАП. Авария 22 сентября 1987 года (аэродром Пристань) — потеря управляемости самолётом из-за нарушения технологии сборки тяги системы продольного управления технической службой полка. Лётчик майор Колобов В. Н. катапультировался и не пострадал, самолёт затонул в море. | Нет        |
| 797.782.*.*.**.***                   | Установить!    | №33                  | ?                 | Служил в 279-м ОКШАП. Совершал полёты с палубы ТАКР «Баку». | Нет        |
| 797.782.*.*.**.***                   | Установить!    | №36                  | ?                 | По состоянию на октябрь 1995 года находился в разукомплектованном состоянии в Саках. Вероятно позже был утилизирован. | Нет        |
| 797.782.*.*.**.***                   | Установить!    | №40                  | ?                 | Имел необычный двухцветный камуфляж, кроме того на самолёте отсутствовали красные звёзды и изображения флага ВМФ СССР. Использовался для испытаний на авиабазе Кировское. В 1987 году принимал участие в государственных испытаниях ТАКР «Баку». Летом 1991 года самолёт перегнали в Николаев, где в то время находился 299-й ИИКШАП (по причине ремонта полосы на авиабазе Новофёдоровка). Далее служил в составе 299-го ИИКШАП. По состоянию на 1996 год находился в разукомплектованном состоянии в Саках. В 1997 году был утилизирован. | Нет        |
| 797.782.*.*.**.***                   | Установить!    | №62                  | ?                 | Утилизирован в Саках в 1995 году. | Нет        |
| 797.782.*.*.**.***                   | Установить!    | №79                  | ?                 | По состоянию на 1995 год находился в разукомплектованном состоянии в Саках. Вероятно позже был утилизирован. | Нет        |
| 797.782.*.*.**.***                   | Установить!    | №78 ?                | ?                 | Служил в 279-м ОКШАП. | Нет        |
| 797.782.*.*.**.***                   | Установить!    | №86 ?                | ?                 | Служил в 279-м ОКШАП. | Нет        |
| 797.782.*.*.**.***                   | Установить!    | №100 (ранее №100)    | ?                 | Служил в 311-м ОКШАП. Совершал полёты с палубы ТАКР «Новороссийск» (где то 1987—1988 год). | Нет        |
| 797.782.*.*.**.***                   | Установить!    | №01                  | ?                 | Служил в 311-м ОКШАП. | Нет        |
| 797.782.*.*.**.***                   | Установить!    | №02                  | ?                 | Служил в 311-м ОКШАП, последний Як-38М в авиаполку. | Нет        |